# Pakkotjärnen (norra)
Pakkotjärnen är en sjö i Jokkmokks kommun i Lappland och ingår i Luleälvens huvudavrinningsområde. Sjön har en area på 0,0288 kvadratkilometer och ligger 472,4 meter över havet. Pakkotjärnen ligger i Jelka-Rimakåbbå Natura 2000-område.

## Delavrinningsområde
Pakkotjärnen ingår i det delavrinningsområde (742999-167416) som SMHI kallar för Utloppet av Harsprångsselet. Medelhöjden är 420 meter över havet och ytan är 47,76 kvadratkilometer. Räknas de 464 avrinningsområdena uppströms in blir den ackumulerade arean 10 011,61 kvadratkilometer. Avrinningsområdets utflöde Luleälven (Stora Luleälven) mynnar i havet. Avrinningsområdet består mestadels av skog (79 procent) och sankmarker (16 procent). Avrinningsområdet har 1,39 kvadratkilometer vattenytor vilket ger det en sjöprocent på 2,9 procent.